# Rheider Deichacht
Die Rheider Deichacht ist ein Deichverband mit Sitz in Jemgum.

## Geschichte
Die Rheider Deichacht ist nach der Verabschiedung des Niedersächsischen Deichgesetzes 1963, welches eine flächendeckende Schaffung einheitlicher Unterhaltungsverbände vorsah, aus den bis dahin bestehenden fünf Achten, der niederreiderländischen Deichacht, der Ober-Reider Deichacht, der Weener-Stapelmoorer Deichacht, der Wymeerster Deichacht und der Bunder Deichacht entstanden.

## Verbandsgebiet
Der Deichverband ist für ein rund 25.000 Hektar großes Gebiet im Rheiderland im Landkreis Leer zuständig. Dieses geschützte Gebiet, welches alle im Schutz der Hauptdeiche gelegenen Grundstücke bis zu einer Höhe von NN +5,00 m inklusive der innerhalb dieses Gebietes liegenden höheren Bodenerhebungen umfasst, erstreckt sich über die Gemeinden Jemgum und Bunde sowie die Stadt Weener und die links der Ems liegenden Teile der Stadt Leer.
Die Hauptdeichlinie im Zuständigkeitsbereich der Rheider Deichacht ist 49,9 Kilometer lang. Sie verläuft am linken Ufer der Ems von der Kreisgrenze der Landkreise Leer und Emsland südlich des Weenerer Ortsteils Diele bis zum Dollart und dort im Osten des Dollarts bis zur Landesgrenze zu den Niederlanden. Dazu kommt noch eine zweite Deichlinie im Bereich des Kanalpolders am Dollart.
Das Verbandsgebiet der Rheider Deichacht grenzt im Süden an das Verbandsgebiet des Deichverbandes Heede-Aschendorf-Papenburg.

## Aufgaben
Der Deichverband hat die Aufgabe, Grundstücke im Verbandsgebiet vor Sturmfluten und Hochwasser zu schützen. Dazu unterhält er die im Verbandsgebiet liegenden Deiche.

## Verbandsstruktur
Der Verband wird von einem Ausschuss vertreten, der von den Verbandsmitgliedern gewählt wird. Der Ausschuss wählt wiederum einen Vorstand.
Mitglieder des Verbandes sind alle Grundeigentümer und Erbbauberechtigten der im Verbandsgebiet gelegenen Grundstücke.